# Kristopher Schau
Kristopher Schau, född 12 augusti 1970 i Oslo, är en norsk skådespelare, musiker och manusförfattare. Han är son till skådespelaren Finn Schau och bror till Aleksander Schau.

## Filmografi (urval)
- 2004 - Team Antonsen (TV-serie)
- 2003 - SMS - Sju magisk sirkler (TV-serie)
- 1999 - Tvtv (TV-serie)
- 1998 - Oppgang B (TV-serie)
- 1992 - U (TV-serie)

## Filmmanus
- 2004 - Team Antonsen (TV-serie)
- 1999 - Tvtv (TV-serie)
- 1998 - XLTV (TV-serie)